# 薩克漢門

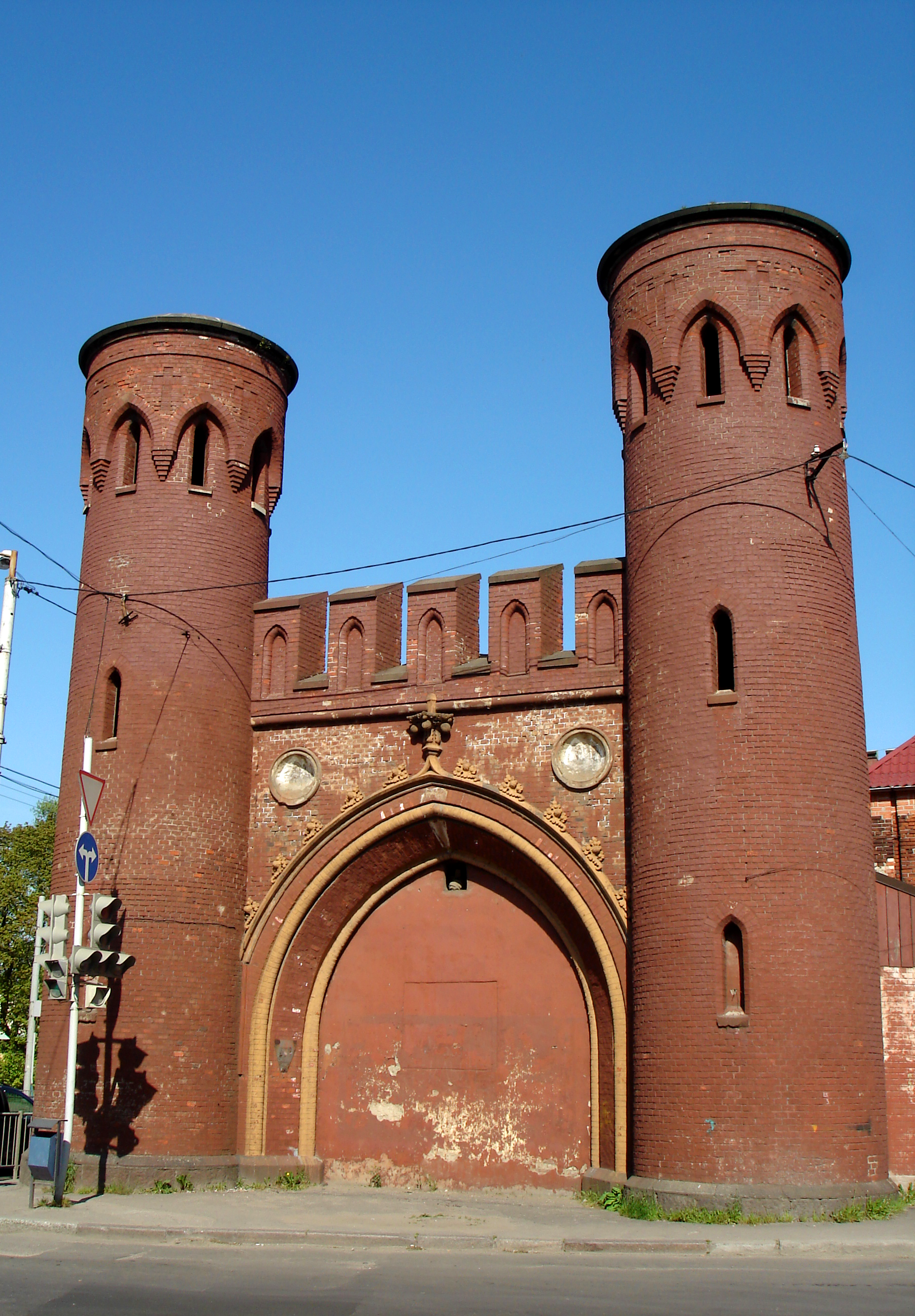
薩克漢門

薩克漢門（俄语：Закхаймские ворота）是俄羅斯城市加里寧格勒現存的七座城門之一。這座建築位於莫斯科大道和立陶宛牆街的路口。二戰之後該建築曾被用作倉庫，直到2008年才得到修復。

## 外部連結
- The Sackheim Gate at the official site of Kaliningrad City Hall （页面存档备份，存于）
- Kaliningrad-Info - A museum on weights and measures opens in the Sackheim Gate （页面存档备份，存于）

54°42′34.30″N 20°32′16.30″E / 54.7095278°N 20.5378611°E